# House-Grey Memorandum
Das House-Grey Memorandum, auch Grey-House-Memorandum genannt, war eine geheime Vereinbarung vom 22. Februar 1916 zwischen Edward Mandell House, US-Präsident Wilsons Vertreter bei der Entente, und dem britischen Außenminister Edward Grey, über einen Eintritt der Vereinigten Staaten in den Ersten Weltkrieg.

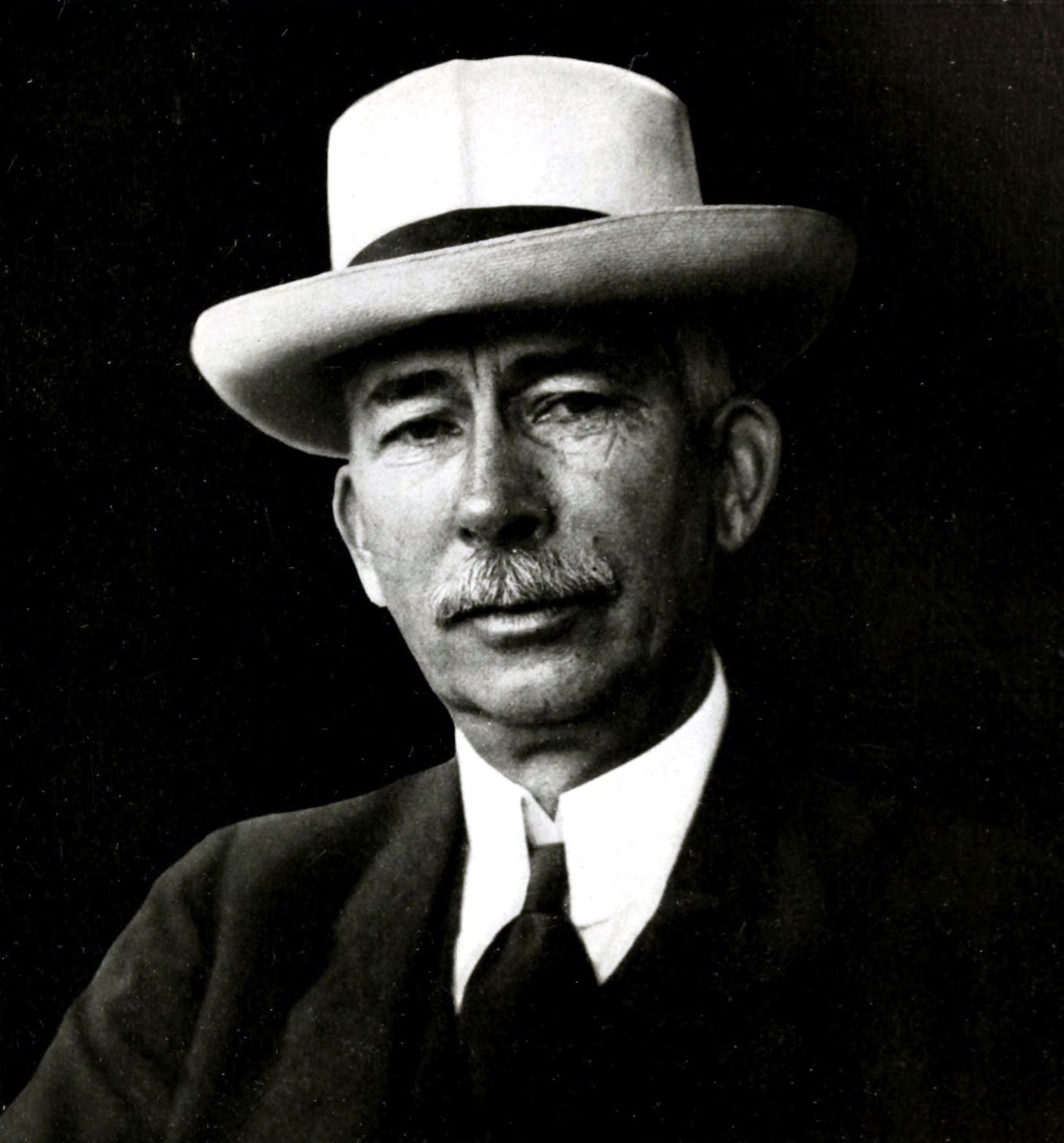
Edward M. House

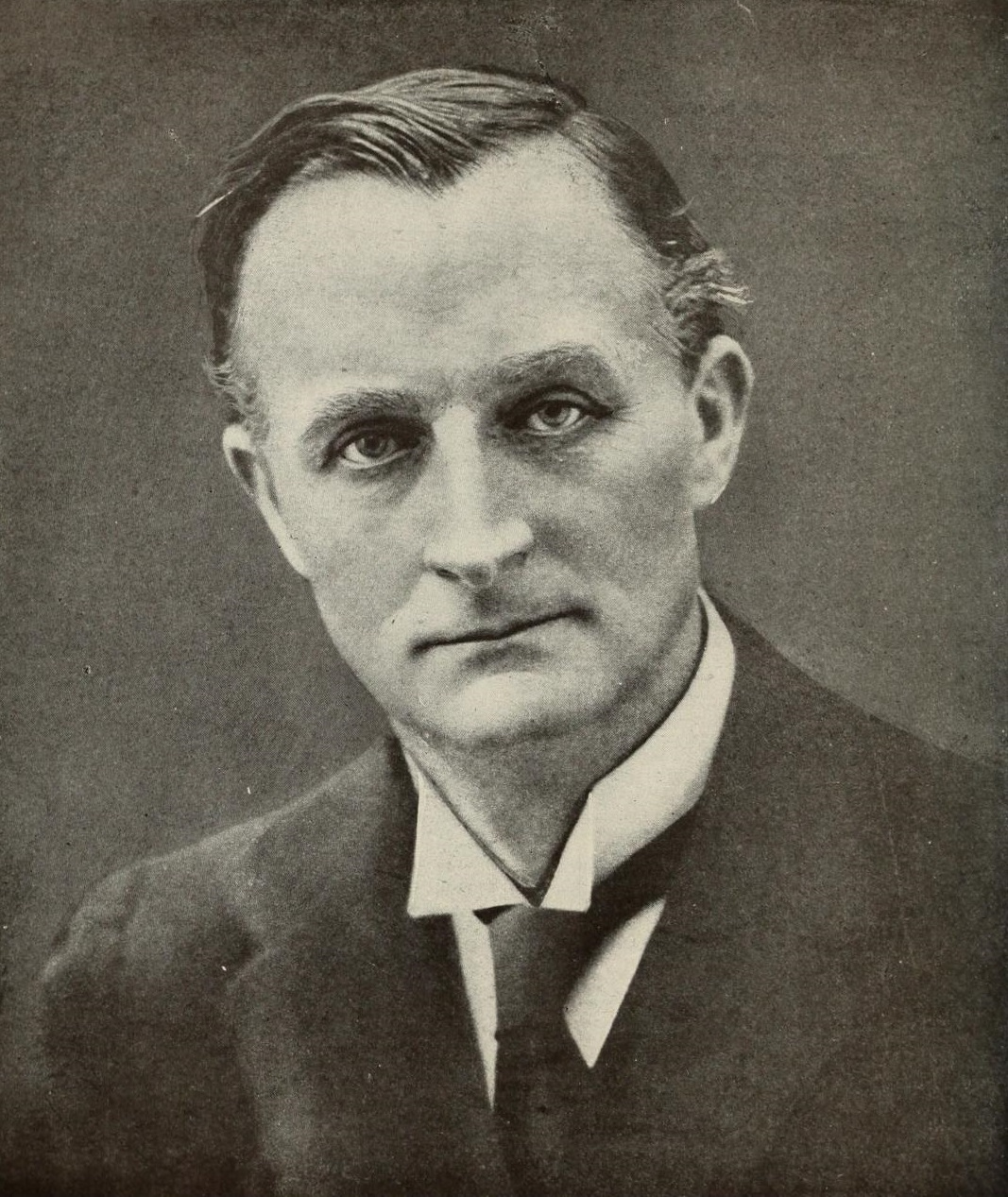
Edward Grey

Bis auf das Memorandum befleißigte sich die amerikanische Außenpolitik, nach außen hin, einer bemerkenswerten Neutralität, obwohl die Sympathien zweifellos bei Großbritannien und nicht bei den Invasoren Belgiens lagen. Im Memorandum, das ein Ultimatum an Deutschland darstellte, verpflichteten sich die USA, „wahrscheinlich“ (das „probably“ wurde nachträglich von Wilson eingesetzt) auf alliierter Seite zu intervenieren, falls Deutschland eine Friedenskonferenz, die Evakuierung der besetzten Gebiete und den Tausch Elsaß-Lothringens gegen koloniale Kompensationen ablehnen würde.
In dem Memorandum erwogen die Vereinigten Staaten, zum ersten Mal schriftlich festgehalten, einen Kriegseintritt auf Seiten der Alliierten. Das Memorandum hatte jedoch keine unmittelbaren Konsequenzen, weil die Briten, um die vereinbarte Friedenskonferenz zu vermeiden, es nie einforderten. Wilson sah in dem von ihm nicht vorab abgesegneten Papier eine Möglichkeit, die erstrebte Vermittlerrolle im Konflikt zu erreichen.